# Способин, Игорь Владимирович
Игорь Владимирович Спосо́бин (20 апреля [3 мая] 1900, Москва, Российская империя — 31 августа 1954, Москва, СССР) — советский музыковед, теоретик музыки и педагог. Кандидат искусствоведения, профессор Московской консерватории. Автор популярных учебников элементарной теории музыки, гармонии, музыкальной формы.

## Биография
Дед И. В. Способина Григорий Иванович Способин был известным российским промышленником, основателем п. Горбатка (ныне центр Селивановского района Владимирской области).
В 1927 году окончил Московскую государственную консерваторию как музыковед-теоретик по классу Г.Э. Конюса. Гармонию, полифонию и композицию изучал под руководством Р.М. Глиэра, фугу и инструментовку — у С.Н. Василенко. В 1935 году защитил кандидатскую диссертацию, посвящённую гармонии Н.А. Римского-Корсакова.
Преподавательская карьера и научная деятельность И.В.Способина связаны в основном с Московской консерваторией, где он преподавал (с 1924) музыкально-теоретические дисциплины (вёл гармонию начиная с 1933). С 1939 — профессор консерватории, в 1943-48 — заведующий кафедрой теории музыки, в 1942-47 — декан теоретико-композиторского факультета. С 1924 до конца жизни преподавал также в Музыкальном училище при Московской консерватории. Среди учеников Способина — Б.А. Чайковский, Я.И. Мошинская-Чайковская, Г.Г. Галынин, И.А. Барсова, Д. А. Блюм, В.П. Фраёнов, Е.М. Фраёнова, Ю.Н. Холопов, Ю.С. Саульский, А. П. Агажанов, В. О. Берков, Т. Ф. Мюллер и многие другие.
Способина отличало замечательное чувство юмора. Ему приписывают легендарную в кругах музыкантов фразу, сказанную на похоронах Б. В. Асафьева: «Так мы и не узнали, что такое интонация».
Похоронен на Введенском кладбище (участок №6).

## Учение

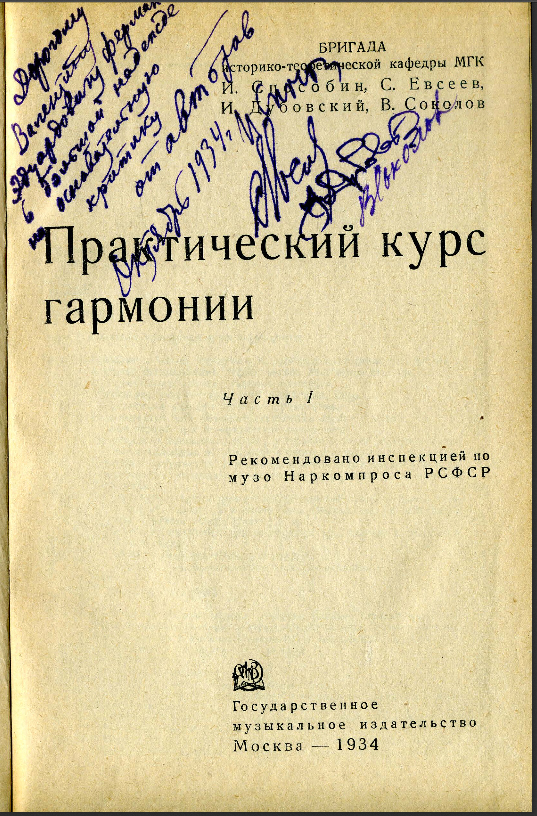
Титульная страница первого издания учебника гармонии (1934), с автографами всех 4 членов «бригады»

Наиболее значительны труды Способина по гармонии и форме. Способин — ведущий автор учебника «бригады Историко-теоретической кафедры МГК» (в которую также вошли педагоги МГК И. Дубовский, С. Евсеев и В. Соколов) «Практический курс гармонии», выпущенного в 1934 году. Из этой книги в 1937-38 гг. вырос фундаментальный «Учебник гармонии» в двух частях, получивший в народе прозвище «бригадного», который регулярно переиздавался вплоть до конца 1990-х гг. Сохраняет популярность учебник элементарной теории музыки Способина, впервые опубликованный в 1951 года (также неоднократно переиздавался).
Способин рассматривал гармонию в её исторической эволюции (чего не было в учебниках гармонии Чайковского и Римского-Корсакова), которую вёл от эпохи барокко. Исследуя тональность, выделял центральные и местные функции, ввёл термины «субсистема» (подсистема тонального лада), «доминантовый лад» (особый лад, отличающийся двойственностью основного устоя), «прокофьевская доминанта» и др. Способину также принадлежит идея «национальной характерности» гармонии (которую рассматривал в связи с «национальными» чертами мелодики) и понятие «гармония русской школы».
Книгу о форме, которую Способин написал в тяжёлые годы войны (введение датировано апрелем 1945 г., первое издание – 1947 г.), Н.Я. Мясковский характеризовал как «в сущности на русском языке первый по полноте охвата вопроса самостоятельный учебник музыкальных форм».

## Награды
- орден Трудового Красного Знамени (28.12.1946)

## Сочинения
- (соавтор) Практический курс гармонии. М.: Музгиз, 1934 (ч.1), 1935 (ч.2). Этот учебник, разработанный для музыковедов и композиторов, считается «первым изданием» бригадного учебника гармонии.
- Сборник сольфеджио разных авторов для двух и трёх голосов. Ч.1-2. М., 1936; 2-е изд. М., 1964 (ч.1); М., 1960 (ч.2).
- (соавторы: И. Дубовский, С. Евсеев, В. Соколов) Учебник гармонии. М.: Музгиз, 1937 (ч.1), 1938 (ч.2). Так называемый «бригадный учебник»: в основу его лёг «Практический курс гармонии» (1934-1935) тех же авторов, переработанный для исполнительских факультетов консерваторий. Бригадный учебник гармонии многократно переиздавался (последнее известное переиздание: М., 2012).
- Музыкальная форма. М.-Л.: Музгиз, 1947; 2-е изд. М.: Музгиз, 1958; 3-е изд. М.: Музгиз, 1962; 4-е изд. М.: Музыка, 1967; 5-е изд. М.: Музыка, 1972; 6-е изд. М.: Музыка, 1980; Ташкент: Укитувчи, 1982 (перевод на узб. язык); 7-е изд. М.: Музыка, 1984; М.: Музыка, 2002; М.: Музыка, 2007; М.: Музыка, 2012.
- Элементарная теория музыки. М.-Л.: Музгиз, 1951; М.: Музгиз, 1954; 3-е изд. М.: Музгиз, 1955; М.: Музгиз, 1956; М.: Музгиз, 1958; М.: Музгиз, 1959; М.: Музгиз, 1961; М.: Музгиз, 1963; М.: Музыка, 1968; 6-е изд. М.: Музыка, 1973; 7-е изд. М.: Музыка, 1979; 8-е изд. М.: Музыка, 1984; Ереван, 1987 (перевод на арм. язык); М.: Кифара, 1994.
- Лекции по курсу гармонии. Литературная обработка Ю. Н. Холопова. М.: Музыка, 1969.